# Laxoplumeria
Laxoplumeria là chi thực vật có hoa trong họ Apocynaceae.